# Себу (остров)
Себу (на тагалог: Sebu) е остров в централната част на Филипинския архипелаг, разположен между море Камотес на изток и море Висаян на север, територия на Филипините. Площта му е 4468 km², а заедно с малките острови (Бантаян, Камотес и др.), влизащи в състава на едноименната провинция, около 5100 km². Дължината му от север-североизток на юг-югозапад е 225 km, а ширината – до 36 km. Населението му към 2020 г. е 3 325 000 души. На запад протокът Таньон го отделя от остров Негрос, а на югоизток протокът Бохол – от остров Бохол. Релефът му е предимно планински, с максимална височина 1073 m. Изграден е основно от диорити и кристалинни шисти, които са припокрити с пясъчници, глинести шисти и варовици. На много места покрай бреговете му има коралови рифове. Разработват се находища на медна руда и кафяви въглища. Климатът е субекваториален, с равномерно овлажнение целогодишно – около 1500 mm годишна сума на валежите. Планините на острова са покрити с влажни тропични гори, а подножията им са заети от ливади и пасища. Тесните крайбрежни равнини са земеделски усвоени, като основни селскостопански култури са: царевица, захарна тръстика, ориз, тютюн, манго. Развит е и риболовът. Най-голям град (втори по големина във Филипините) и административен център на провинцията е Себу, разположен на източното му крайбрежие.